# Marie Wall
Marie Therese Wall, född 3 april 1992 i Kode, är en svensk tidigare handbollsspelare (vänstersexa).

## Klubbkarriär
Marie Wall började spela handboll i Kungälvs HK. Det gick bra och hon blev uttagen till juniorlandslaget. Kungälv spelade i division 1 Södra 2009/2010 men tappade seriesegern till H43/Lundagård. Under sommaren 2010 var Wall med och tog JVM-guld i Dominikanska republiken. Wall valde sedan att spela för H43/Lundagård i elitserien. Hon gjorde en bra säsong i klubben, men i början av säsong 2 råkade hon ut för en korsbandsskada. Det tog ett år för henne att rehabilitera efter skadan. Hon kom tillbaka i spel hösten 2012 och bidrog sedan till att H43/Lundagård gjorde sin bästa elitseriesäsong och tog sig till slutspel. Klubben fick möta IK Sävehof och man förlorade kvartsfinalen med 0–3 i matcher. Sen kom H43:s styrelse med beslutet att dra sig ur elitserien. Marie Wall valde att börja spela för H65 Höör.
I H65 Höör har hon spelat och utvecklats till en av Sveriges bästa vänstersexa. H65 har spelat bra i EHF:s cuper och det har gett spelarna internationell rutin och fått dem att utvecklas. 2014 vann H65 EHF Challenge Cup. 2017 var hon med och vann H65 Höörs första SM-guld. 
2018 blev hon professionell i København Håndbold där hon fick inleda med att rehabilitera sin knäskada. Hon spelade säsongen 2019-2020 för klubben, men sommaren 2020 födde hon barn och återvände i december 2020 till moderklubben Kungälvs HK. Efter säsongen 2021/2022 avslutade hon sin handbollskarriär.

## Landslagsspel
Marie Wall fick debutera i landslaget och mästerskapsdebuterade vid VM 2015 i Danmark. Men sen fick hon inte åka med till OS 2016 i Rio de Janeiro. Inför EM 2016 i Sverige petades hon till förmån för Olivia Mellegård. Då Mellegård råkade ut för skada i matchen mot Frankrike skrevs Marie Wall in i truppen. I februari meddelades att Marie Wall  och Sofia Hvenfeldt har tagits ut till EM-kvalmatcherna mot Serbien i mars 2018. Marie Wall blev knäskadad veckan före SM-finalen 2018 och fick rehabilitera skadan 2018. När hon kom tillbaka till spel i Köpenhamn så blev hon också uttagen till VM i Japan 2019. VM 2019 i Japan blev avslutningen för Marie Wall i landslaget. Wall har också spelat 26 juniorlandskamper, 13 U-landskamper förutom A-landskamper enligt infobox.